# Eslamszahr
Eslamszahr (per. اسلامشهر, dawniej Bahramabad) – miasto w Iranie; w aglomeracji Teheranu. 357 171 mieszkańców w 91 293 rodzinach (stan na rok 2006). Przemysł spożywczy, włókienniczy, znany z wyrobów rękodzieła.
Miasto leży na Saveh Road z Teheranu do Sawe.